# Doroteu d'Ascaló
Doroteu d'Ascaló (Dorotheus, Δωπόθεος) fou un gramàtic grec esmentat per Ateneu que diu que va escriure l'obra λέξεων συναγωγή (de la que menciona el llibre 108è). Aquesta obra podria ser la mateixa que πε?ὶ τῶν ξένως είημένων λέξεων κατὰ στολχεῖον esmentada per Foci I de Constantinoble, que en tot cas seria el títol d'un capítol. Un altre llibre esmentat per Ateneu com obra de Doroteu d'Ascaló porta el títol περὶ Ἀντιφάνους καὶ περὶ τῆς παρὰ νεωτὲρολς κωμικοῖς ματτ?ης.